# Rhododendron kerowagiense
Rhododendron kerowagiense är en ljungväxtart som beskrevs av Graham Charles George Argent. Rhododendron kerowagiense ingår i släktet rododendron, och familjen ljungväxter. Inga underarter finns listade i Catalogue of Life.